# Кохер, Мартина
Мартина Кохер (нем. Martina Kocher, 14 марта 1985, Биль, Берн) — швейцарская саночница, выступающая за сборную Швейцарии с 1999 года. Чемпионка мира, двукратный серебряный призёр чемпионата мира, участник трёх зимних Олимпийских игр.

## Биография
Мартина Кохер родилась 14 марта 1985 года в городе Биль, кантон Берн, в семье тренера по бобслею и санному спорту Хайнца Кохера. Активно заниматься санным спортом начала в возрасте девяти лет, в 1999 году прошла отбор в национальную сборную и стала принимать участие в различных международных стартах, в основном юниорских. В сезоне 2003/04 дебютировала во взрослом Кубке мира, заняв на этапе в немецком Альтенберге шестнадцатое место. Также впервые поучаствовала в заездах чемпионата Европы, показав на трассе в Оберхофе одиннадцатое время. Сезон 2004/05 окончила на двадцатом месте в мировом рейтинге сильнейших саночниц, тогда как на чемпионате мира в американском Парк-Сити финишировала только двадцать первой.
Благодаря череде удачных выступлений Кохер удостоилась права защищать честь страны на зимних Олимпийских играх 2006 года в Турине, впоследствии показала там девятое время женского одиночного разряда. Кубковый цикл завершила тринадцатым местом общего зачёта, а на европейском первенстве в немецком Винтерберге была одиннадцатой. В следующем сезоне заняла шестое место в рейтинге лучших саночниц, и это самое высокое её достижение в общем зачёте Кубка мира. На мировом первенстве 2007 года в австрийском Иглсе смогла подняться до двенадцатой позиции. Через год после всех этапов расположилась на одиннадцатом месте в кубковом зачёте, а на чемпионате мира 2008 года в немецком Оберхофе пришла к финишу восьмой, при этом на первенстве Европы в итальянской Чезане была одиннадцатой. В следующем сезоне повторила результат Кубка мира прошлого года, тогда как на мировом первенстве в американском Лейк-Плэсиде пересекла финишную черту шестнадцатой.
В 2010 году Мартина Кохер ездила соревноваться на Олимпийские игры в Ванкувер, хотела побороться там за медали, но в итоге была вынуждена довольствоваться седьмой позицией женского одиночного разряда. Кубок мира третий сезон подряд завершила на одиннадцатом месте, а вот на чемпионате Европы в латвийской Сигулде была восьмой. Сезон 2010/11 провела с некоторым улучшением результатов, в кубковом зачёте была девятой, на чемпионате мира в Чезане пришла восьмой. В следующем сезоне после всех этапов закрыла десятку сильнейших саночниц мира, в то время как на мировом первенстве 2012 года заняла четырнадцатое место. В 2014 году участвовала на Олимпийских играх в Сочи, где финишировала девятой в одиночной женской программе.
На Чемпионате мира 2015 года выступила неудачно, заняв лишь шестнадцатое место. В общем зачете Кубка мира заняла 6 место, но не попала на подиум ни на одном из этапов. На чемпионате мира 2016 года в Кёнигсзее стала чемпионкой мира, выиграв впервые проводившийся на чемпионатах мира спринт. В одиночных соревнованиях, заняв третье место в обеих попытках, выиграла серебряную медаль, проиграв по сумме лишь практически непобедимой Натали Гайзенбергер. На чемпионате мира 2017 года Мартина не смогла защитить титул чемпионки мира в спринте, но швейцарская саночница показала достойный результат: она стала серебряным призёром мирового первенства в спринтерском заезде, а в индивидуальных соревнованиях она заняла седьмое место.
Ныне живёт и тренируется в Берне, в свободное от санного спорта время любит играть на флейте и танцевать. Помимо всего прочего, является солдатом швейцарской армии и время от времени принимает участие в любительских стартах по лёгкой атлетике.